# BD+20 2457
Désignations
BD+20 2457 est une étoile géante lumineuse de type K, de magnitude 10, située à approximativement ∼ 4 800 a.l. (∼ 1 470 pc) de la Terre, dans la constellation du Lion. 
Cette étoile est très pauvre en métaux, elle ne contient que 10 % d'éléments plus lourds que l’hydrogène et que l'hélium, à l'instar de notre soleil, ce qui en fait presque une étoile de population II. Le 10 juin 2009, deux planètes en orbite autour de l'étoile (BD+20 2457 b et BD+20 2457 c) ont été annoncées, possédant des masses minimales de 21,4 et 12,5 fois la masse de Jupiter et des périodes orbitales de 380 et 622 jours pour les planètes intérieure et extérieure, respectivement.
Une analyse dynamique révèle que le système proposé est instable sur des échelles de temps astronomiquement courtes. Par conséquent, la configuration planétaire suggérée a peu de chances d'être exacte : des données supplémentaires sont nécessaires pour déterminer une explication plausible physiquement des variations des vitesses radiales. 